# Uittreearbeid
De minimale uittreearbeid of kortweg uittreearbeid is de hoeveelheid energie die nodig is om een elektron van het oppervlak van een ongeladen vaste stof los te maken. Deze energie wordt in de regel uitgedrukt in elektronvolt, eV, en wordt ook wel uittreepotentiaal of werkfunctie (Engels: work function) genoemd.

## Theorie
Het oppervlak van een vaste stof wordt gevormd door een negatief geladen laag elektronen. Deze elektronen beschikken elk over een zekere hoeveelheid kinetische energie. Een elektron dat zich van het oppervlak van de stof verwijdert zal weer worden teruggetrokken door het achtergebleven positieve ion, tenzij de snelheid voldoende groot is. Als na uittreding de overblijvende kinetische energie van het elektron {\displaystyle W_{\text{kin}}} is en de energie die nodig is om het elektron de oppervlaktelaag te laten passeren {\displaystyle W_{\text{a}}} bedraagt, geldt voor de uittreearbeid, {\displaystyle W_{\varphi }}:
{\displaystyle W_{\varphi }=W_{\text{a}}-W_{\text{kin}}}
De grootte van de uittreearbeid is afhankelijk van de ionenafstand van het materiaal, een kleinere ionenafstand betekent een hogere uittreearbeid.

## Verschillende soorten emissie
Het toevoeren van de benodigde energie kan op verschillende manieren geschieden:
- Door verhitting (thermische of thermionische emissie).
- Door bestraling met licht (foto-elektrisch effect).
- Door beschieting met snelle elektronen (secundaire emissie).
- Door het aanleggen van een zeer hoge veldsterkte (koude emissie of veldemissie).

### Thermische of thermionische emissie
Door een kathode in een vacuümgetrokken buis te verhitten zal deze elektronen uitzenden. Als materiaal voor de kathode gebruikt men vaak wolfraam, omdat dat metaal goed bestand is tegen hoge temperaturen. Omdat wolfraam van zichzelf een hoge uittreepotentiaal heeft (~4,5 eV), bedekt men het met een laagje BaO en SrO om deze potentiaal te verlagen tot ~1 eV. De werktemperatuur van dergelijke oxidekathoden ligt rond de 1000 °C. De relatie tussen de temperatuur van de kathode, uittreepotentiaal van het kathodemateriaal en de uit de kathode tredende stroomdichtheid wordt gegeven door de formule van Richardson.

### Foto-emissie
Foto-emissie treedt op als een fotokathode bestraald wordt met licht met een voldoende hoge frequentie. De waarde voor de minimale uittreearbeid (in joule) is:
{\displaystyle W_{\varphi }=h\cdot f_{0}}
waarin {\displaystyle h=6{,}626\cdot 10^{-34}} Js de constante van Planck is en {\displaystyle f_{0}} de grensfrequentie van het kathodemateriaal in hertz. Vanwege het kwantumkarakter van fotonen zal beneden deze frequentie geen emissie plaatsvinden. Is de frequentie {\displaystyle f} en daarmee de energie van het foton hoger dan de grensfrequentie van het kathodemateriaal, dan zal een losgeslagen elektron een zekere hoeveelheid kinetische energie overhouden:
{\displaystyle E_{\text{kin}}=h\cdot f-W_{\varphi }}

### Secundaire emissie
Secundaire emissie ontstaat als de versnellende elektronen in een elektronenbuis op de anode of op een in de elektronenstroom geplaatste trefplaat botsen en daaruit secundaire elektronen losslaan. Niet alle botsingen van de primaire elektronen zullen resulteren in secundaire emissie; sommigen zullen geabsorbeerd worden door het anodemateriaal, en sommige primaire elektronen zullen gereflecteerd worden. De kinetische energie van het primaire elektron moet groter zijn dan de uittreepotentiaal van het materiaal waar het op botst wil er secundaire emissie optreden:
{\displaystyle W_{\varphi }<{\tfrac {1}{2}}mv^{2}}
waarin {\displaystyle m} de massa en {\displaystyle v} de snelheid van het primaire elektron is. Als de snelheid van het primaire elektron echter te hoog is, zal het te diep in het materiaal doordringen en er zal geen emissie optreden; de vrijkomende energie komt dan ten goede aan de warmtebeweging van de atomen. Het gemiddeld aantal secundaire elektronen dat wordt losgeslagen door één primair elektron bij een gegeven botsingsenergie noemt men de secundaire-emissiecoëfficiënt {\displaystyle \delta }. De maximale waarde van deze coëfficiënt en de bijbehorende botsingsenergie verschilt per materiaal.

### Veldemissie
Veldemissie ofwel koude emissie treedt op als er een voldoende hoge spanning wordt aangelegd tussen kathode en anode. Hiervoor is een typische elektrische veldsterkte nodig van 100 MV·m−1. Dit kan men bereiken door zowel de anodespanning hoog te maken als de afstand tussen de elektroden klein te houden.

## Tabellen

### Uittreearbeid
Overzicht van de uittreearbeid van verscheidene materialen. Afhankelijk van de oriëntatie van het kristalrooster kan de uittreearbeid variëren.
| Materiaal | Uittreearbeid in eV |
| --------- | ------------------- |
| BaO + SrO | 1,0                 |
| Cs        | 1,7 … 2,14          |
| Ba        | 1,8 … 2,52          |
| Rb        | 2,13                |
| LaB6      | 2,14                |
| Li        | 2,2                 |
| K         | 2,25                |
| Na        | 2,28                |
| Sr        | 2,7                 |
| Al        | 3,0 … 4,20          |
| Ca        | 3,2                 |
| Mg        | 3,7                 |
| Ag        | 4,05 … 4,6          |
| Mo        | 4,16 … 4,2          |
| Ta        | 4,19                |
| Cu        | 4,3 … 4,5           |
| Zn        | 4,34                |
| Fe        | 4,5                 |
| W         | 4,54 … 4,6          |
| Au        | 4,8 … 5,4           |
| Ni        | 5,0                 |
| Pt        | 5,32 … 5,66         |

### Grensgolflengte
Overzicht van de grensgolflengte van verscheidene materialen. Zichtbaar licht heeft een golflengte tussen de 380 en de 780 nm.
| Materiaal         | Grensgolflengte in nm |
| ----------------- | --------------------- |
| Pt (ontgast)      | 230                   |
| W                 | 270                   |
| Pt (niet ontgast) | 290                   |
| Zn                | 290                   |
| Na                | 540                   |
| K                 | 550                   |
| Cs                | 640                   |
| Cs-Sb             | 700                   |
| Cs + Cs2O op Ag   | 1200                  |

### Secundaire-emissiecoëfficiënt
Overzicht van de maximale secundaire-emissiecoëfficiënt en bijbehorende botsingsenergie van verscheidene materialen.
| Materiaal   | δmax | Botsingsenergie in eV |
| ----------- | ---- | --------------------- |
| C (roet)    | 0,45 | 500                   |
| Cs          | 0,7  | 400                   |
| C (grafiet) | 1,0  | 300                   |
| Mo          | 1,2  | 400                   |
| Ni          | 1,3  | 500                   |
| Hg          | 1,3  | 600                   |
| W           | 1,3  | 650                   |
| Au          | 1,4  | 800                   |
| Ag          | 1,5  | 800                   |
| Pt          | 1,8  | 750                   |
| Al          | 2,4  | 400                   |
| C (diamant) | 2,8  | 750                   |
| BaO         | 5    | 450                   |